# 遠程通信中心站
遠程通信中心站（日语：／ Terekomu-sentā eki */?），又譯電訊中心站，是位於日本東京都江東區青海二丁目，屬於東京臨海新交通臨海線（百合鷗）的車站。車站編號是U 09。

## 車站構造
島式1面2線的高架車站。

### 月台配置
| 月台 | 路線   | 目的地               |
| ---- | ------ | -------------------- |
| 1    | 百合鷗 | 青海、有明、豐洲方向 |
| 2    | 百合鷗 | 台場、新橋方向       |

## 歷史
- 1995年（平成7年）11月1日 - 開業。

## 利用狀況
2015年度1日平均上車人次為6,904人。開業以來的1日平均上車人次推移如下表。
| 年度   | 百合鷗 | 來源   |
| ------ | ------ | ------ |
| 1995年 | 1,039  | [ 2 ]  |
| 1996年 | 3,649  | [ 3 ]  |
| 1997年 | 5,841  | [ 4 ]  |
| 1998年 | 2,468  | [ 5 ]  |
| 1999年 | 7,014  | [ 6 ]  |
| 2000年 | 6,775  | [ 7 ]  |
| 2001年 | 7,189  | [ 8 ]  |
| 2002年 | 7,405  | [ 9 ]  |
| 2003年 | 7,352  | [ 10 ] |
| 2004年 | 6,686  | [ 11 ] |
| 2005年 | 6,282  | [ 12 ] |
| 2006年 | 6,123  | [ 13 ] |
| 2007年 | 6,872  | [ 14 ] |
| 2008年 | 6,614  | [ 15 ] |
| 2009年 | 6,547  | [ 16 ] |
| 2010年 |        |        |

## 車站周邊
- 遠程通信中心（日语：テレコムセンター）
- 大江戶溫泉物語
- 日本科學未來館
- the SOHO（日语：the SOHO）
- 產業技術綜合研究所臨海副都心中心
- 青海南埠頭公園（日语：青海南ふ頭公園）
- 都立產業技術研究中心（日语：東京都立産業技術研究センター）
- 海上保安廳海洋情報部（日语：海洋情報部）廳舍（建設中）
- 東京港灣合同廳舍
  - 東京稅關
- 東京臨海副都心

## 相鄰車站
百合鷗
 東京臨海新交通臨海線（百合鷗）
東京國際郵輪碼頭（U 08）－遠程通信中心（U 09）－青海（U 10）

## 腳注
1. ↑  . 百合鷗.   [2017-05-18]. （原始内容存档于2019-09-17）.
2. ↑  .   [2017-05-18]. （原始内容存档于2013-02-03）.
3. ↑  .   [2017-05-18]. （原始内容存档于2013-02-03）.
4. ↑  .   [2017-05-18]. （原始内容存档于2016-03-04）.
5. ↑  東京都統計年鑑（平成10年）PDF
6. ↑  東京都統計年鑑（平成11年）PDF
7. ↑  .   [2017-05-18]. （原始内容存档于2016-03-04）.
8. ↑  .   [2017-05-18]. （原始内容存档于2016-03-04）.
9. ↑  .   [2017-05-18]. （原始内容存档于2017-07-29）.
10. ↑  .   [2017-05-18]. （原始内容存档于2017-07-29）.
11. ↑  .   [2017-05-18]. （原始内容存档于2017-07-29）.
12. ↑  .   [2017-05-18]. （原始内容存档于2017-07-29）.
13. ↑  .   [2017-05-18]. （原始内容存档于2017-07-29）.
14. ↑  .   [2017-05-18]. （原始内容存档于2017-07-29）.
15. ↑  .   [2017-05-18]. （原始内容存档于2017-07-29）.
16. ↑  .   [2017-05-18]. （原始内容存档于2016-03-26）.

## 外部連結
- 遠程通信中心站 （页面存档备份，存于） - 百合鷗